# Посиди
Посиди (на гръцки: Ποσείδι, катаревуса Ποσείδιον) е курортно селище в Егейска Македония, Гърция, в дем Касандра в административна област Централна Македония. Посиди се намира на 104 километра от центъра на Солун и на 46 километра от Неа Мудания. В селището и в по-широкия район се намират хотели, организирани плажове, ресторанти и места за отдих.

## География
Посиди е разположено на западния бряг на полуостров Касандра - най-западният ръкав на Халкидическия полуостров. Има население от 76 души (2001).